# 北辰区
北辰区是中华人民共和国天津市的市辖区，原名北郊区。区政府原设在宜兴埠镇，现已迁到北仓镇，交通更为方便。北辰区已经成为天津重要的工业区。北辰区为第10任、第11任中华人民共和国国务院总理温家宝的籍貫所在地。
北辰区的前身是1953年5月14日成立的津北郊区，此前无独立建制。1955年6月17日，津北郊区改名北郊区。1958年10月10日北郊区被撤消，1962年2月1日恢复。1992年3月5日，北郊区改名北辰区。 區人民政府駐北辰道389號。

## 历史

### 古代遗迹
北辰区经过考古发掘的遗址共两处，一处为战国时代燕国的居住遗址，位于北仓镇北运河旁；一处为西汉墓葬，位于双口镇永定河畔。还有未经发掘的石器时代地点1处；战国~南北朝时期的其他遗址5处、墓葬1处；明清时代的塔基1处、石碑1通。大张庄镇的明代建筑大诸庄药王庙是北辰区唯一一处天津市省级文物保护单位。

## 人口
根据(中国)天津市2020年第七次全国人口普查主要数据公报显示：北辰区常住人口为909643人，男性占比52.05%，女性占比47.95%，年龄结构中0-14岁占比12.24%，15-59岁占比67.23%，60岁以上占比20.53%，65岁以上占比13.39%。

## 语言
北辰区由于位于天津和北京之间，口音不同于天津。人类学家李世瑜将北辰方言分为北郊A区和北郊B区。就北辰区所辖区域而言，方言构成比此结构更为复杂。北部和中部地区受武清方言影响，基本属于北京方言的延伸。西部区域受西郊方言影响，有静海音。东北部如霍庄子一带，受宁河影响，有轻微唐山音。中南部的集贤里街道（三百万）因上世纪80年代初期建成后由天津市中心迁入大量居民，致使该街道区域内有相当数目的居民操纯正天津话。另外，还有外来移民带来的口音逐年演化，形成方言岛。如堤头口音，基本属于华北官话，有华北官话的一切特点，但有些字落在句子重音上时会变调：阴平变成类似天津口音的低平调，去声变成阳平。

## 地理
北辰区位于天津市市区以北，北运河自北向南穿过。东以龙凤河为界与宁河区相邻；东南隔金钟河、新开河与东丽区相望；南与河北区、红桥区相连；西南以子牙河与西青区相界；西、北均与武清区相接。

## 政治
| 机构     | 中国共产党 北辰区委员会 书记 | 北辰区人民代表大会 常务委员会 主任 | 北辰区人民政府 区长 | 中国人民政治协商会议 北辰区委员会 主席 |
| -------- | ---------------------------- | ---------------------------------- | ------------------- | -------------------------------------- |
| 姓名     | 冯卫华                       | 王志平                             | 徐晖                | 王亚令                                 |
| 民族     | 汉族                         | 汉族                               | 汉族                | 汉族                                   |
| 籍贯     |                              |                                    |                     |                                        |
| 出生日期 |                              |                                    |                     |                                        |
| 就任日期 |                              | 2016年8月25日                      |                     |                                        |

## 行政区划
北辰区下辖8个街道办事处、9个镇：
果园新村街道、集贤里街道、普东街道、瑞景街道、佳荣里街道、青源街道、广源街道、双环邨街道、天穆镇、北仓镇、双街镇、双口镇、青光镇、宜兴埠镇、小淀镇、大张庄镇、西堤头镇、科技园区北区、科技园区南区、天津医药医疗器械工业园、天津陆路港物流装备产业园、天津风电产业园、红旗农场和曙光农场。

## 交通
- 205国道、 112国道、 103国道过境。

### 地铁
北辰目前有三条地铁线路：
- 天津地铁1号线 - 刘园、瑞景新苑、佳园里
- 天津地铁3号线 - 张兴庄、宜兴埠、天士力、华北集团、丰产河、小淀
- 天津地铁5号线 - 北辰科技园北、丹河北道、北辰道、职业大学、淮河道、辽河北道、宜兴埠北、张兴庄、志成路

## 教育
大学：
- 河北工业大学（北辰校区）
- 天津商业大学

中学：
区属市级重点中学：
- 天津第四十七中学

区级重点中学：
- 集贤里中学
- 南仓中学
- 九十六中

完全中学和高级中学：
- 青光中学
- 朱唐庄中学
- 华辰学校（私立）
- 天辰高中（私立）

初级中学：
- 天津市瑞景中学（直属天津市教委，初中部仅面向北辰区招生，教育教学由北辰区教师发展中心指导；高中部面向市内六区招生，教育教学由红桥区教师发展中心指导，学校代码列入红桥区序列）
- 集贤里中学
- 北仓二中
- 南仓中学
- 北辰实验中学
- 九十二中学
- 双口中学
- 河头中学
- 青光中学
- 普育学校
- 小淀中学
- 大张庄中学
- 霍庄中学
- 东堤头中学
- 华辰学校（私立）

## 工业区
- 霍家嘴工业区：位于铁东路，中环线外2公里处。
- 天津北辰开发区：1992年成立。2013年5月晋升为国家级经济技术开发区，成为天津市第五家国家级经济技术开发区。同时，6个投资亿元以上项目签约落户北辰，项目涉及总部基地、研发生产、环保项目研发等领域，总投资额达42亿元。天津市北辰开发区至2013年5月已累计实现投资900亿元，创汇159亿美元，纳税287亿元，解决就业7.2万人。2012年，实现地区生产总值162亿元，销售收入1260亿元，创汇18亿美元，税收28亿元，每亩土地实现税收30万元。[11]